# عبادت خانه

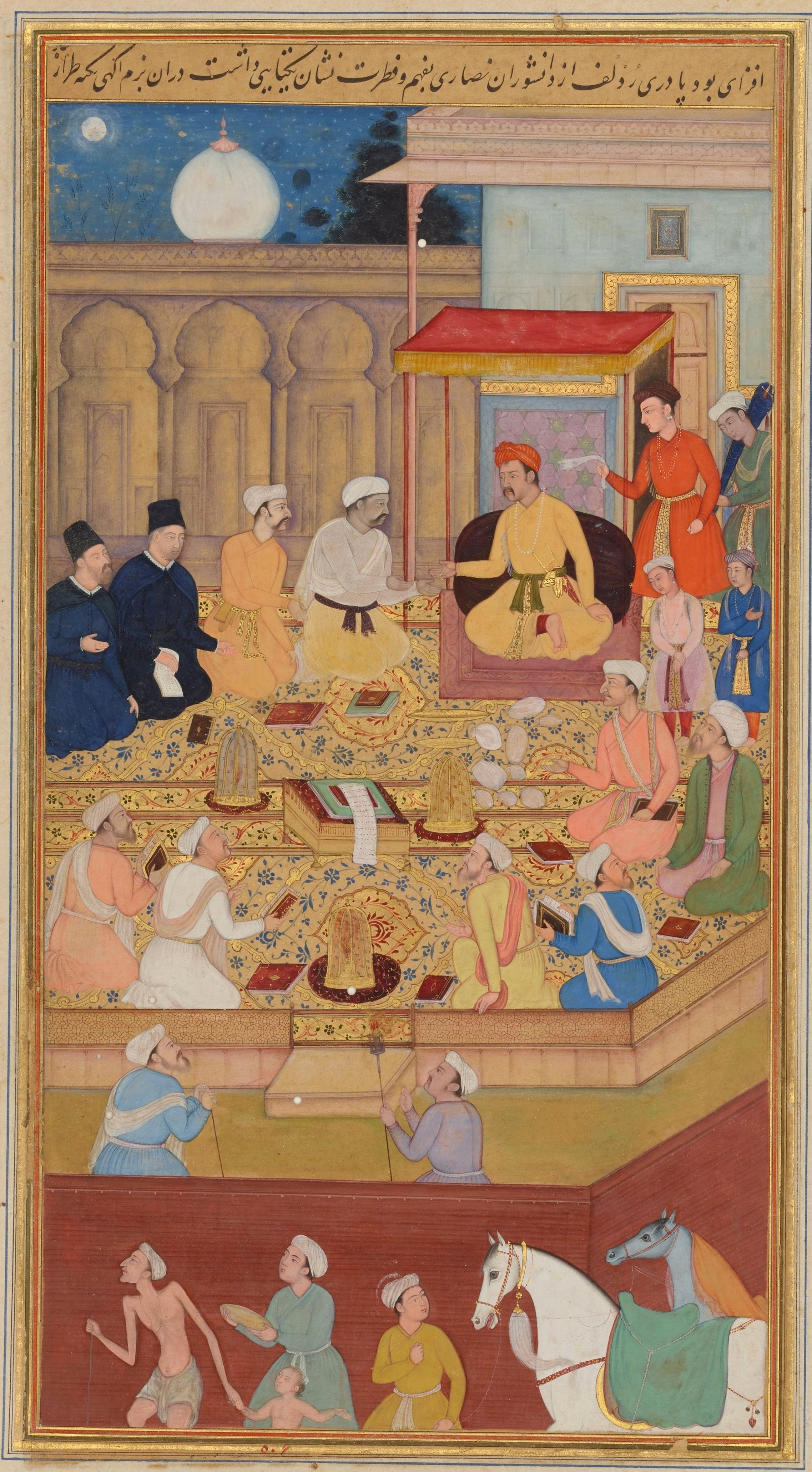
السلطان أكبر في الـ «عبادت خانه»، ويظهر في الصورة مبشرين يسوعيين.

عبادت خانه (أي «دار العبادة») هو قصر في «فتح بور سيكري» أمر ببنائه السلطان المغولي أكبر (توفي 1014 هـ) ليجرى فيه محاورات دينية بين المذاهب الرئيسية في الهند.
قُسّم القصر إلى أربعة أقسام وأمر أكبر أن يجتمع فيه علماء البراهمة والنصارى والمجوس وأهل الإسلام، فيجتمعون ويناقشون المسائل الدينية بحضرة السلطان. كما حضر ممثلين لمذاهب أخرى كالبوذية والجينية، وأخذ أكبر كل ما يتفق مع هواه من هذه المذاهب ودمجها في مذهب واحد وسمّاه الدين الإلهي.